# اچ‌ام‌اس هاستی (اچ۲۴)
اچ‌ام‌اس هاستی (اچ۲۴) (به انگلیسی: HMS Hasty (H24)) یک کشتی است که طول آن ۳۲۳ فوت (۹۸٫۵ متر) می‌باشد. این کشتی در سال ۱۹۳۶ ساخته شد.